# 문화방송의 텔레비전 프로그램 목록
다음은 문화방송의 텔레비전 프로그램 관련 작품을 통해 발표된 순서로 나열 및 정리한 것이다.
- 표기 방식
  - 장르 프로그램 제목 (방송 기간)

- 장르 구분

| S  | 보도 · 시사        |
| I  | 교양               |
| DO | 다큐멘터리         |
| V  | 연예 · 오락 · 예능 |
| M  | 음악               |
| Q  | 퀴즈               |
| DR | 국내 드라마        |
| F  | 외화 드라마        |
| AN | 만화 · 애니메이션  |

## ㄱ
- I 가상특종 IF (1998년 10월 31일 ~ 1999년 5월 9일)
- DR 가을 소나기 (2005년 9월 21일 ~ 2005년 11월 10일)
- I 경제매거진 (1998년 10월 31일 ~ 2001년 4월 21일)
- M 금주의 인기가요 (1972년 ~ 1975년)
- ANF 개구장이 조디 (1985년 ~ 1987년)
- ANF 개구장이 푸무클 (1986년)
- ANF 고바리안 (1988년)
- ANF 그로이저X
- AN 꿈돌이 (1992년)
- ANF 그림명작동화 (1990년 ~ 1992년)
- DR 개과천선 (2014년 4월 30일 ~ 2014년 6월 26일)
- M 결정! 최고 인기가요 (1993년)
- DR 결혼하고 싶은 여자 (2004년 4월 21일 ~ 2004년 6월 17일)
- ANF 개구쟁이 태즈 (1993년 ~ 1995년)
- ANF 기동전사 건담 0083 (1995년)
- ANF 꽃의 천사 메리벨 (1995년)
- AN 기파이터 태랑
- ANF 가이스터즈
- ANF 꼬마마법사 레미 (2000년)
- I 그 때를 아십니까 (1986년 9월 17일 ~ 1987년 4월 29일, 1993년 10월 24일 ~ 1994년 1월 16일)
- I 경찰청 사람들 (1993년 5월 26일 ~ 1999년 1월 12일)
- I 그사람 그후 (1994년 10월 21일 ~ 1996년 4월 4일)
- DR 거미 (1995년 7월 31일 ~ 1995년 8월 29일)
- DR 깁스가족 (2000년 1월 7일 ~ 2000년 5월 12일)
- DR 가문의 영광 (2000년 2월 14일 ~ 2000년 5월 12일)
- DR 귀여운 여인 HD (2003년 11월 10일 ~ 2004년 6월 4일)
- DR 김약국의 딸들  (2005년 1월 10일 ~ 2005년 7월 30일)
- DR 굳세어라 금순아 HD (2005년 2월 14일 ~ 2005년 9월 30일)
- DR 가을 소나기  (2005년 9월 21일 ~ 2005년 11월 3일)
- DR 결혼합시다 HD (2005년 10월 8일 ~ 2006년 4월 2일)
- V 강력추천 토요일 (2005년 10월 29일 ~ 2006년 11월 4일)
- DR 궁 HD (2006년 1월 11일 ~ 2006년 3월 30일)
- V 개그야 HD (2006년 2월 16일 ~ 2009년 9월 27일)
- DR 거침없이 하이킥!   (2006년 11월 6일 ~ 2007년 7월 13일)
- DR 궁S HD (2007년 1월 10일 ~ 2007년 3월 15일)
- DR 고맙습니다 HD (2007년 3월 21일 ~ 2007년 5월 10일)
- DR 개와 늑대의 시간 HD (2007년 7월 18일 ~ 2007년 9월 6일)
- DR 김치 치즈 스마일  (2007년 7월 23일 ~ 2008년 1월 18일)
- DR 겨울새 HD (2007년 9월 15일 ~ 2008년 3월 2일)
- DR 깍두기 HD (2007년 8월 18일 ~ 2008년 1월 27일)
- DR 그래도 좋아! HD (2007년 10월 1일 ~ 2008년 4월 11일)
- V 공부의 제왕 (2007년 11월 10일 ~ 2008년 2월 23일)
- AN 곰탱이와 함께하는 TV동화 (2009년 5월 14일 ~ 2009년 8월 27일, 2009년 12월 1일 ~ 2009년 12월 29일)
- V 구내식당 - 남의 회사 유랑기 (2018년 7월 19일 ~ 2018년 9월 13일)
- V 구해줘! 홈즈 (2019년 3월 31일 ~ )
- DR 그분이 오신다 HD (2008년 10월 6일 ~ 2009년 2월 27일)
- DR 개인의 취향 HD (2010년 3월 31일 ~ 2010년 5월 20일)
- DR 글로리아 HD (2010년 7월 31일 ~ 2011년 1월 30일)
- V 개그쇼 난생처음 HD (2010년 11월 3일 ~ 2011년 2월 9일)
- DR 김수로 HD (2010년 5월 29일 ~ 2010년 9월 18일)
- DR 계백 HD (2011년 7월 25일 ~ 2011년 11월 22일)
- I 공감 특별한 세상 HD (2005년 4월 24일 ~ 2013년 8월 10일)
- V 공복자들 HD (2018년 12월 7일 ~ )
- I 경제매거진 M HD (2005년 10월 26일 ~ )
- I 기분좋은 날 HD (2006년 5월 1일 ~ )
- DR 그녀는 예뻤다 HD (2015년 9월 16일 ~ 2015년 11월 11일)
- I 그린실버 고향이 좋다 (2009년 2월 1일 ~ 2016년 3월 28일)
- AN 금발의 제니 (1993년 10월 18일 ~ 1994년 4월 19일)
- ANF 깐돌이 (1976년)
- V 꿈꾸는 TV 33.3
- V 꿈꾸는 TV 너 자신을 알라

## ㄴ
- V 나는 가수다 HD (1기 : 2011년 3월 6일 ~ 2012년 2월 19일, 2기 : 2012년 4월 29일 ~ 2012년 12월 30일)
- ANF 나디아 (1996년)
- DR 나도 꽃 HD (2011년 11월 9일 ~ 2011년 12월 28일)
- DR 나쁜여자 착한여자 HD (2007년 1월 1일 ~ 2007년 7월 13일)
- DR 남자를 믿었네 HD (2011년 2월 28일 ~ 2011년 6월 3일)
- DR 남자 셋 여자 셋 (1996년 10월 21일 ~ 1999년 5월 21일)
- DR 나는 별 일 없이 산다 HD (2010년 5월 26일 ~ 2010년 6월 9일)
- ANF 날아라 스타에이스 (1986년)
- M 내가 뽑은 인기가요
- DR 내 곁에 있어 HD (2007년 3월 12일 ~ 2007년 9월 28일)
- DR 내 마음의 보석상자 (2001년 2월 5일 ~ 2001년 8월 18일)
- DR 내 마음이 들리니 HD (2011년 4월 2일 ~ 2011년 7월 10일)
- DR 내 여자 HD (2008년 7월 26일 ~ 2008년 11월 8일)
- DR 내 이름은 김삼순  (2005년 6월 1일 ~ 2005년 7월 21일)
- DR 내 인생의 스페셜 HD (2006년 2월 6일 ~ 2006년 2월 28일)
- DR 내 인생의 콩깍지 (2003년 4월 27일 ~ 2003년 5월 27일)
- DR 내 인생의 황금기 HD (2008년 8월 30일 ~ 2009년 3월 8일)
- DR 내생애 마지막 스캔들 HD (2008년 3월 8일 ~ 2008년 4월 27일)
- I 내일ON HD (2013년 12월 2일 ~ 2014년 11월 17일)
- DR 내조의 여왕 HD (2009년 3월 16일 ~ 2009년 5월 19일)
- DR 넌 내게 반했어 HD (2011년 6월 29일 ~ 2011년 8월 18일)
- DR 넌 어느 별에서 왔니 HD (2006년 3월 13일 ~ 2006년 5월 2일)
- DO 네버엔딩스토리 HD (2007년 11월 22일 ~ 2009년 1월 21일)
- DR 논스톱 (2000년 5월 15일 ~ 2000년 7월 28일)
- DR 논스톱 3 (2002년 5월 20일 ~ 2003년 9월 1일)
- DR 논스톱 4 HD (2003년 9월 15일 ~ 2004년 9월 24일)
- DR 논스톱 5 HD
- DR 누구세요? HD (2008년 3월 5일 ~ 2008년 5월 1일)
- DR 누나 HD (2006년 8월 12일 ~ 2007년 2월 18일)
- DR 뉴 논스톱 (2000년 7월 31일 ~ 2002년 5월 17일)
- S 뉴스 후 HD (2006년 6월 29일 ~ 2010년 10월 7일)
- S 뉴스플러스 암니옴니 (2005년 2월 18일 ~ 2006년 5월 11일)
- DR 뉴하트 HD (2007년 12월 12일 ~ 2008년 2월 28일)
- V !느낌표 (2001년 11월 10일 ~ 2004년 5월 1일, 2004년 12월 11일 ~ 2007년 11월 2일)
- ANF 늑대소년 (1977년)
- ANF 내일은 야구왕 (1993년)
- AN 내 사랑 뚱 HD (2012년 7월 3일 ~ 2013년 1월 29일)
- V 능력자들 HD (2015년 11월 13일 ~ 2016년 9월 8일)

## ㄷ
- DR 다모 HD (2003년 7월 28일 ~ 2003년 9월 9일)
- DO 다큐플렉스 HD (2020년 9월 3일 ~ )
- I 닥터스
- DR 달콤한 스파이  (2005년 11월 7일 ~ 2006년 1월 10일)
- DR 달콤살벌 패밀리  (2015년 11월 18일 ~ 2016년 1월 14일)
- DR 달콤한 인생 HD (2008년 5월 3일 ~ 2008년 7월 20일)
- DR 당신 참 예쁘다 HD (2011년 4월 4일 ~ 2011년 9월 23일)
- DR 대한민국 변호사 HD (2008년 7월 9일 ~ 2008년 9월 4일)
- V 댄싱 위드 더 스타 HD (2011년 6월 10일 ~ 2011년 8월 26일)
- DR 도로시를 찾아라 HD (2006년 7월 15일 ~ 2006년 7월 23일)
- ANF 돌고래 플리퍼 (2000년)
- DR 돌아온 일지매 HD (2009년 1월 21일 ~ 2009년 4월 9일)
- AN 동물나라 샤코롱 HD (2009년 3월 25일 ~ 2009년 7월 1일)
- DR 동이 HD (2010년 3월 22일 ~ 2010년 10월 12일)
- DR 된장 군과 낫토 짱의 결혼 전쟁 HD (2010년 2월 27일 ~ 2010년 2월 28일)
- DR 두 아빠 (1995년 10월 16일 ~ 1996년 1월 11일)
- DR 두근두근 체인지 (2004년 5월 16일 ~ 2004년 8월 8일)
- DR 떨리는 가슴 HD (2005년 4월 2일 ~ 2005년 5월 8일)
- ANF 도라에몽 (2001년 ~ 2002년)
- ANF 닥터 슬럼프 (2000년 5월 17일 ~ 2000년 11월 6일)
- AN 달려라 호돌이 (1987년)
- ANF 들장미 소녀 캔디 (1983년 ~ 1985년)
- ANF 도전자 허리케인 (1993년)
- DR 더킹 투하츠 HD (2012년 3월 21일 ~ 2012년 5월 24일)
- V 도전! 추리특급 (1992년 11월 19일 ~ 1995년 10월 19일)
- AN 도비도비
- V 뜻밖의 Q HD (2018년 5월 5일 ~ 2018년 10월 27일)
- AN 또르르 방울이 친구들
- I V똑?똑! 키즈스쿨 HD (2013년 8월 12일 ~ )
- F 동양특급 로형사 (1999년 2월 20일 ~ 2000년 12월 9일)
- F 도망자 (2001년 5월 19일 ~ 11월 3일)

## ㄹ
- DR 런닝 구 HD (2010년 6월 10일 ~ 2010년 6월 17일)
- DR 레인보우 로망스 HD (2005년 10월 24일 ~ 2006년 11월 3일)
- AN 레카 삼국지
- DR 로드 넘버원 HD (2010년 6월 23일 ~ 2010년 8월 26일)
- ANF 로봇수사대 K캅스 (1996년)
- ANF 로빈 훗의 모험
- ANF 로빈슨 스크로
- DR 로열 패밀리 HD (2011년 3월 2일 ~ 2011년 4월 28일)
- ANF 레드바론 (2000년)
- AN 로봇 알포 HD (2012년 4월 2일 ~ 2012년 7월 2일)
- ANF 리플리의 비밀 대작전 (2000년)
- I 리얼스토리 눈 HD (2014년 3월 3일 ~ )

## ㅁ
- AN 마법사 헌터 (1998년 8월 17일 ~ 1998년 10월 20일)
- DR 마의 HD (2012년 10월 1일 ~ 2013년 3월 25일)
- DR 마이 프린세스 HD (2011년 1월 5일 ~ 2011년 2월 24일)
- DR 마지막 승부  (1994년 1월 3일 ~ 1994년 2월 22일)
- V 말달리자 HD (2006년 5월 1일 ~ 2007년 4월 15일)
- DR 맨땅에 헤딩 HD (2009년 9월 9일 ~ 2009년 11월 4일)
- DR 맨발의 청춘 HD (2005년 10월 3일 ~ 2005년 12월 30일)
- DR 메리대구 공방전 HD (2007년 5월 16일 ~ 2007년 7월 5일)
- AN 먹티와 잼잼 (2007년 3월 6일 ~ 2007년 9월 11일, 2009년 2월 2일 ~ 2010년 3월 15일)
- DR 멈출 수 없어 HD (2009년 7월 13일 ~ 2010년 1월 9일)
- V 명곡의 고향
- V 명랑히어로  (2008년 3월 29일 ~ 2009년 3월 28일)
- V 목표달성! 토요일 (2000년 2월 26일 ~ 2002년 10월 19일)
- ANF 몬타나 존스 (1996년 ~ 2000년)
- ANF 못말리는 푸치니
- DR 몽땅 내 사랑 HD (2010년 11월 8일 ~ 2011년 9월 16일)
- M 무궁화 인기가요 (1971년 ~ 1972년)
- V 무(모)한 도전 (2005년 4월 23일 ~ 2005년 10월 22일)
- V 무(리)한 도전 (2005년 10월 29일 ~ 2005년 12월 10일)
- V 무한도전 - 퀴즈의 달인 (2005년 12월 17일 ~ 2006년 4월 29일)
- V 무한도전 HD[1] (2006년 5월 6일 ~ 2018년 3월 31일)
- DR 문희 HD (2007년 2월 24일 ~ 2007년 8월 12일)
- DR 미라클 (2004년 8월 15일 ~ 2004년 10월 30일)
- I 미라클  (2010년 11월 1일 ~ 2011년 5월 30일)
- ANF 마법사 토토 (1993년)
- ANF 마야 붕붕 (1986년)
- ANF 마이티마우스 (1992년)
- ANF 마징가Z (1975년)
- ANF 말괄량이 뱁스 (1991년 ~ 1993년)
- ANF 메칸더V (1987년)
- ANFV 모여라 꿈동산 (1983년 ~ 1988년)
- ANF 모험왕 걸리버
- ANF 목장의 소녀 캐트리 (1984년 ~ 1985년)
- ANF 무적고양이 팬텀 (1997년)
- ANF 미래소년 코난
- ANF 미래용사 볼트론 (1993년)
- ANF 미래전사 런딤
- ANF 밀림의 왕자 레오 (1971년)
- ANF 무적의 실버호크 (1989년)
- V 마이 리틀 텔레비전 HD (2015년 4월 25일 ~ 2017년 6월 10일)
- S 미디어 비평 (2001년 4월 28일 ~ 2001년 11월 7일)
- F 믿거나 말거나 (2000년 12월 16일 ~ 2004년 12월 18일)

## ㅂ
- ANF 바람돌이 소닉 (1994년 12월 6일 ~ 1995년 7월 12일)
- F 바론 (1969년 8월 11일 ~ 1969년 10월 27일)
- AN 바이오캅 윙고
- DR 빛나는 로맨스 HD (2013년 12월 23일 ~ 2014년 6월 20일)
- DR 반짝반짝 빛나는 HD (2011년 2월 12일 ~ 2011년 8월 14일)
- DR 발칙한 여자들 HD (2006년 7월 29일 ~ 2006년 9월 24일)
- DR 밤이면 밤마다 HD (2008년 6월 23일 ~ 2008년 8월 19일)
- DR 밥 줘 HD (2009년 5월 25일 ~ 2009년 10월 23일)
- ANF 배너의 모험 (1985년)
- DR 백년손님 (1980년 3월 3일 ~ 1980년 8월 26일)
- DR 백조의 호수 (2003년 6월 30일 ~ 2003년 11월 7일)
- DR 베토벤 바이러스 HD (2008년 9월 10일 ~ 2008년 11월 13일)
- AN 벼리의 시간 여행 (2010년 4월 8일 ~ )
- DR 변호사들  (2005년 7월 4일 ~ 2005년 8월 23일)
- ANF 보거스는 내 친구
- DR 보고싶은 얼굴 (2001년 8월 20일 ~ 2002년 1월 19일)
- AN 보글보글 쿡 HD (2010년 3월 22일 ~ )
- DR 보석비빔밥 HD (2009년 9월 5일 ~ 2010년 2월 21일)
- ANF 보츠마스터 (1996년)
- DR 볼수록 애교만점 HD (2010년 3월 22일 ~ 2010년 11월 2일)
- DR 봄밤 HD (2019년 5월 22일 ~ 2019년 7월 11일)
- ANF 부메랑 파이터 (2000년 11월 7일 ~ 2001년)
- AN 뿌까  (2018년 12월 10일 ~ 2019년 10월 31일)
- DR 분홍립스틱 HD (2010년 1월 11일 ~ 2010년 8월 6일)
- DR 불굴의 며느리 HD (2011년 6월 6일 ~ 2011년 11월 21일)
- DR 불꽃놀이  (2006년 5월 13일 ~ 2006년 7월 9일)
- I 불만제로 HD[2] (2006년 9월 28일 ~ 2012년 4월 18일)
- DR 비밀남녀  (2005년 8월 29일 ~ 2005년 11월 1일)
- ANF 비스트워즈 (1998년)
- DR 빙점  (2004년 10월 4일 ~ 2005년 1월 8일)
- ANF 빨간망토 차차 (1997년)
- IV 뽀뽀뽀 아이조아 HD (1981년 5월 25일 ~ 2013년 8월 7일)
- V 블라인드 테스트쇼 180도  →  HD (2013년 1월 15일 ~ 2013년 8월 18일)

## ㅅ
- I 사과나무 (2004년 1월 8일 ~ 2005년 10월 22일)
- DR 사랑은 아무도 못말려 HD (2006년 1월 2일 ~ 2006년 6월 30일)
- DR 사랑을 예약하세요 (2002년 2월 3일 ~ 2002년 10월 13일)
- V 사랑의 스튜디오
- DR 사랑찬가 HD (2005년 5월 14일 ~ 2005년 10월 2일)
- DR 사랑한다고, 말해봤니? HD (2000년 1월 14일)
- DR 사랑해 울지마 HD (2008년 11월 17일 ~ 2009년 5월 22일)
- DR 사랑했나봐 HD (2012년 10월 15일 ~ )
- ANF 사파이어 왕자 (1983년 ~ 1984년)
- DR 살맛 납니다 HD (2009년 10월 26일 ~ 2010년 4월 30일)
- ANF 삼국지 (1995년)
- AN 삼총사와 알버트 (1998년 7월 20일 ~ 1998년 8월 26일)
- I 생방송 금요 와이드 (2011년 6월 3일 ~ 2012년 10월 5일)
- V 생방송 대한민국은 통화중 (2004년 5월 8일 ~ 2004년 7월 10일)
- I 생방송 아주 특별한 아침 (2000년 2월 21일 ~ 2006년 4월 28일)
- I 생방송 오늘 아침 HD (2006년 5월 1일 ~ )
- I 생방송 오늘 저녁 HD (2014년 11월 17일 ~ )
- M 생방송 젊은 그대 (1998년 1월 24일 ~ 1998년 4월 18일)
- M 생방송 음악캠프 HD (1998년 4월 25일 ~ 1999년 1월 23일, 1999년 5월 8일 ~ 2005년 7월 30일)
- I 생방송 임성훈 이영자입니다
- I 생방송 임성훈입니다
- Q 생방송 퀴즈가 좋다 (1999년 10월 23일 ~ 2004년 10월 10일)
- I 생방송 화제집중(수도권) (1998년 1월 18일 ~ 2008년 11월 14일)
- AN 섀도우 파이터
- ANF 서부소년 차돌이 (1974년 ~ 1976년)
- DR 선덕여왕 HD (2009년 5월 25일 ~ 2009년 12월 22일)
- DO 성공시대 (1997년 11월 23일 ~ 2001년 11월 4일)
- DR 성녀와 마녀  (2003년 9월 22일 ~ 2004년 4월 24일)
- DR 세 친구 (2000년 2월 14일 ~ 2001년 4월 9일)
- ANF 세느강의 별 (1995년)
- V 세상을 바꾸는 퀴즈-세바퀴 HD[3] (2008년 5월 25일 ~ 2009년 3월 22일, 2009년 4월 4일 ~ 2015년 11월 6일)
- V 섹션TV 파워통신 (1999년 5월 9일 ~ 1999년 10월 13일)
- V 섹션TV 연예통신 HD (1999년 10월 20일 ~ 2020년 1월 23일)
- ANF 소공녀 세라 (1985년 ~ 1986년)
- ANF 소년 코나의 모험 (1986년)
- ANF 소년기사 라무 (1997년)
- AN 소년기사 라무 2 (1997년 5월 ~ 1997년 7월)
- DR 소울메이트 HD (2006년 3월 13일 ~ 2006년 6월 5일)
- I 손범수 전유성의 모닝카페 (2001년 11월 6일 ~ 2002년 3월 29일)
- M 쇼! 음악중심 ( → )  HD (2005년 10월 29일 ~ )
- V 쇼바이벌 (2007년 5월 26일 ~ 2007년 11월 3일)
- DR 수사반장 (1971년 3월 6일 ~ 1984년 10월 18일, 1985년 9월 18일 ~ 1989년 10월 12일)
- ANF 슈퍼 특공대 (1985년)
- ANF 슈퍼K (1999년)
- AN 슈퍼햄스밴드 HD (2009년 9월 3일 ~ 2010년 4월 1일)
- ANF 스모기 (1996년)
- VDO 스타다큐 (1997년 5월 19일 ~ 1998년 1월 5일)
- V 스타스페셜 생각난다 HD (2005년 10월 24일 ~ 2006년 4월 24일)
- V 스타 오디션 위대한 탄생 HD (2010년 11월 5일 ~ 2011년 6월 3일)
- ANF 스타잔 (1993년)
- ANF 스탈라의 마법여행 (1997년)
- DR 스트레이트 HD (2018년 2월 4일 ~ )
- AN 스피어즈 (2003년 8월 13일 ~ 2004년, 2005년 4월 4일 ~ 2005년)
- DR 슬픈 연가 HD (2005년 1월 5일 ~ 2005년 3월 17일)
- S 시사매거진 2580 HD (1994년 2월 27일 ~ 2017년 8월 13일)
- ANF 시간탐험대 (1993년 10월 9일 ~ 1994년 3월 11일)
- ANF 시골소녀 폴리아나 (1986년 ~ 1987년)
- DO 시리즈 M HD (2020년 2월 13일 ~ 2020년 6월 18일)
- DR 신데렐라 맨 HD (2009년 4월 15일 ~ 2009년 6월 4일)
- DR 신돈  (2005년 9월 24일 ~ 2006년 5월 7일)
- DR 신이라 불리운 사나이 HD (2010년 3월 6일 ~ 2010년 5월 23일)
- DR 신입사관 구해령 HD (2019년 7월 17일 ~ )
- DR 신입사원  (2005년 3월 23일 ~ 2005년 5월 26일)
- DR 신 현모양처 HD (2007년 5월 28일 ~ 2007년 6월 26일)
- SI 실화극장 죄와 벌 (2003년 1월 13일 ~ 2005년 1월 17일)
- SI 실화탐사대 (2018년 9월 12일 ~ )
- ANF 심슨 가족 (1995년 1월 9일 ~ 1995년 5월 15일)
- VV 심야괴담회(2021년 3월 11일~2022년 3월 31일)
- FF 스몰빌 시즌 1~2 (2004년 2월 7일 ~ 2006년 8월 27일)

## ㅇ
- DR 아가씨와 아줌마 사이  (2004년 5월 9일 ~ 2004년 10월 10일)
- DR 아니 벌써 (1998년 11월 7일 ~ 1999년 4월 14일)
- AN 아웅다웅 동화나라  (2012년 10월 11일 ~ )
- DR 아직도 결혼하고 싶은 여자 HD (2010년 1월 20일 ~ 2010년 3월 11일)
- I 아침 발전소  (2018년 3월 2일 ~ )
- DR 아현동 마님 HD (2007년 7월 16일 ~ 2008년 5월 9일)
- AN 안녕 토토비 (2011년 7월 20일 ~ )
- DR 안녕, 프란체스카 (2005년 1월 24일 ~ 2006년 2월 27일)
- AN 안녕, 노디
- ANF 알렉스의 모험
- V 야! 일요일이다 (1984년 ~ 1991년 4월 21일)
- DR 애정만만세 HD (2011년 7월 16일 ~ 2012년 1월 29일)
- DR 어느 멋진 날 HD (2006년 5월 31일 ~ 2006년 7월 20일)
- DR 얼마나 좋길래 HD (2006년 7월 3일 ~ 2006년 12월 29일)
- I 와! e멋진세상 (2000년 5월 19일 ~ 2005년 4월 20일)
- V 에너지 (2006년 11월 9일 ~ 2007년 3월 1일)
- DR 에덴의 동쪽 HD (2008년 8월 26일 ~ 2009년 3월 10일)
- DR 에어시티 HD (2007년 5월 19일 ~ 2007년 7월 8일)
- I 여성! 행복 도시 (2009년 2월 4일 ~ 2009년 7월 15일)
- DR 여우야 뭐하니 HD (2006년 9월 20일 ~ 2006년 11월 30일)
- V 여우의 집사 HD (2010년 11월 4일 ~ 2010년 12월 23일)
- S 여기는 MBC (1984년 ~ 1991년 4월 20일)
- V 여기는 코미디본부 (1999년 10월 21일 ~ 2000년 4월 13일)
- DR 여자 대 여자 (1998년 4월 26일 ~ 1999년 10월 14일)
- I 여자가 세상을 바꾼다 - 원더우먼  (2010년 5월 14일 ~ 2010년 10월 29일)
- DR 역류 HD (2017년 11월 13일 ~ 2018년 4월 26일)
- DR 역전의 여왕 HD (2010년 10월 18일 ~ 2011년 2월 1일)
- DR 연인들 HD (2001년 11월 5일 ~ 2002년 12월 23일)
- DR 열정  (2004년 4월 26일 ~ 2004년 10월 2일)
- V 영11 (1980년 12월 11일 ~ 1984년 10월 21일)
- DR 영재의 전성시대 HD (2005년 11월 16일 ~ 2006년 1월 5일)
- V 오늘은 좋은날 (1992년 11월 19일 ~ 1999년 5월 8일)
- DR 오버 더 레인보우 HD (2006년 7월 26일 ~ 2006년 9월 14일)
- AN 와라 편의점  (2011년 12월 26일 ~ 2012년 3월 27일)
- DR 왕꽃 선녀님 HD (2004년 6월 7일 ~ 2005년 2월 11일)
- DR 왕초 (1999년 4월 5일 ~ 1999년 7월 6일)
- AN 외계인 붐  (2010년 2월 24일 ~ 2010년 10월 6일)
- DR 왜 그러지 (1977년 7월 16일 ~ 1977년 10월 30일)
- ANF 요술천사 피치
- DR 욕망의 불꽃 HD (2010년 10월 2일 ~ 2011년 3월 27일)
- V 오늘밤 좋은밤 (2001년 4월 23일 ~ 2001년 10월 29일)
- V 우리 결혼했어요 HD[4] (2008년 3월 16일 ~ 2017년 5월 13일)
- AN 우리는 명탐정 HD (2008년 12월 ~ 2010년 2월)
- DO 우리시대 (2001년 4월 26일 ~ 2003년 4월 17일)
- ANF 우주보안관 장고 (1987년 ~ 1988년)
- ANF 우주의 왕자 빠삐 (1974년 ~ 1975년)
- ANF 우주전함 코메트 (1984년 ~ 1985년)
- V 웃고 또 웃고 HD (2011년 2월 16일 ~ 2012년 2월 24일)
- V 웃는 날 좋은 날 (2000년 4월 19일 ~ 2000년 10월 15일)
- V 웃음버라이어티 꿀단지 HD (2010년 7월 25일 ~ 2010년 10월 24일)
- V 위대한 유산  (2015년 11월 26일 ~ 2016년 3월 3일)
- DR 위험한 여자 HD (2011년 10월 10일 ~ 2012년 3월 30일)
- ANF 유령대소동 (1987년 ~ 1990년)
- V 유재석 김원희의 놀러와 HD (2004년 5월 8일 ~ 2012년 12월 24일)
- DR 원더풀 라이프  (2005년 3월 7일 ~ 2005년 4월 26일)
- ANF 원시소년 로크
- ANF 원시소년 돌치 (1974년 ~ 1975년)
- ANF 은하순찰대
- AN 은하의 일기 HD (2009년 7월 8일 ~ 2010년 2월 17일)
- ANF 은하철도 999 (1981년 10월 4일 ~ 1983년 1월 16일)
- M 음악 여행 라라라 HD (2008년 11월 26일 ~ 2010년 10월 27일)
- DR 이별에 대처하는 우리의 자세 HD (2005년 7월 27일 ~ 2005년 9월 15일)
- DR 이산 HD (2007년 9월 17일 ~ 2008년 6월 16일)
- V 이상한 나라의 며느리  (2018년 6월 6일 ~ )
- DO 이야기속으로 (1996년 9월 6일 ~ 1999년 1월 22일)
- DR 이제 사랑은 끝났다 HD (2006년 1월 31일 ~ 2006년 7월 14일)
- S 이제는 말할 수 있다 (1999년 9월 12일 ~ 2005년 6월 26일)
- M 인기가요20 (1975년 ~ 1977년)
- M 인기가요 베스트 50 (1995년 4월 21일 ~ 1998년 1월 17일)
- DR 인어 아가씨 (2002년 6월 24일 ~ 2003년 6월 27일)
- V 일요일 밤의 대행진 (1981년 3월 29일 ~ 1988년 11월 20일)
- V 일요일 일요일 밤에  (1988년 11월 27일 ~ )
- DR 있을 때 잘해 HD (2006년 7월 17일 ~ 2007년 3월 9일)
- ANF 알프스의 소녀 하이디 (1976년 ~ 1977년)
- ANF 어린이 명작동화 (1983년)
- AN 영혼기병 라젠카 (1997년)
- ANF 요술소녀 (1994년)
- ANF 요술천사 꽃분이 (1976년)
- ANF 용감한 졸리
- ANF 이크는 멋쟁이 (1994년)
- ANF 인디오 소년 뻬뻬로의 모험 (1981년)
- ANF 알프스 소녀 안네트 (1983년 ~ 1984년)
- V 이소라의 사랑할까요 (2000년 11월 10일 ~ 2001년)
- V 인간탐구쇼 아이스크림 (2007년 3월 15일 ~ 2007년 4월 26일)

## ㅈ
- DR 자매들 (1993년 10월 18일 ~ 1994년 4월 9일)
- DR 자매바다 HD (2005년 8월 1일 ~ 2006년 1월 27일)
- Q 장학퀴즈 (1973년 2월 18일 ~ 1996년 10월 20일)
- DR 잘했군 잘했어 HD (2009년 3월 20일 ~ 2009년 8월 2일)
- AN 장금이의 꿈
- DR 장난스런 키스 HD (2010년 9월 1일 ~ 2010년 10월 21일)
- ANF 재키와 머피 (1993년)
- ANF 전설의 마법 쿠루쿠루 (1998년)
- DR 전쟁과 사랑 (1995년 10월 21일 ~ 1996년 1월 14일)
- V 전지적 참견 시점 HD (2018년 3월 10일 ~ )
- V 전파견문록 HD (1999년 10월 23일 ~ 2005년 10월 17일)
- ANF 절대무적 라이징오 (1998년)
- DR 점프 (1999년 5월 31일 ~ 2000년 2월 11일)
- DR 제1공화국 (1981년 4월 2일 ~ 1982년 2월 11일)
- DR 제2공화국 (1989년 7월 16일 ~ 1990년 4월 29일)
- DR 제3공화국 (1993년 2월 7일 ~ 1993년 8월 1일)
- DR 제4공화국 (1995년 10월 18일 ~ 1996년 1월 15일)
- DR 제5공화국  (2005년 4월 23일 ~ 2005년 9월 11일)
- DR 조선에서 왔소이다 (2004년 11월 6일 ~ 2004년 12월 19일)
- DR 종합병원 2 HD (2008년 11월 19일 ~ 2009년 1월 15일)
- DR 주몽 HD (2006년 5월 15일 ~ 2007년 3월 6일)
- DR 주홍글씨 HD (2010년 8월 9일 ~ 2011년 4월 1일)
- DR 즐거운 나의 집 HD (2010년 10월 27일 ~ 2010년 12월 23일)
- DR 지고는 못살아 HD (2011년 8월 24일 ~ 2011년 10월 20일)
- DR 지붕뚫고 하이킥! HD (2009년 9월 7일 ~ 2010년 3월 19일)
- V 지피지기  (2007년 5월 24일 ~ 2008년 3월 24일)
- DR 진짜 진짜 좋아해 HD (2006년 4월 8일 ~ 2006년 8월 6일)
- AN 짜장소녀 뿌까 (2007년 7월 26일 ~ 2008년 5월 22일)
- DR 짝패 HD (2011년 2월 7일 ~ 2011년 5월 24일)

## ㅊ
- I 차인태의 아침 살롱 (1983년 9월 3일 ~ 1984년 4월 7일)
- I 차인태의 출발 새아침
- ANF 천년여왕 (1983년 ~ 1984년)
- DR 천사의 선택 HD (2012년 4월 2일 ~ 2012년 10월 12일)
- DR 천하일색 박정금 HD (2008년 2월 2일 ~ 2008년 8월 3일)
- V 청춘 버라이어티 꽃다발 HD (2010년 7월 25일 ~ 2011년 5월 29일)
- V 추억이 빛나는 밤에 HD (2011년 1월 6일 ~ 2011년 5월 26일)
- DR 춘자네 경사났네 HD (2008년 5월 19일 ~ 2008년 11월 14일)
- V 출발! 비디오 여행 HD (1993년 10월 29일 ~ 현재)
- DR 친구, 우리들의 전설 HD (2009년 6월 27일 ~ 2009년 8월 30일)
- ANF 천사소녀 새롬이 (1987년)
- ANF 철인 28호 FX
- ANF 축구열풍 (1994년)
- ANF 출동! 러쉬맨 (1993년)
- AN 출동! 로봇V
- DR 최고의 사랑 HD (2011년 5월 4일 ~ 2011년 6월 23일)
- V 최화정, 주영훈의 d-day (1999년 12월 6일 ~ 2000년 2월 7일)

## ㅋ
- ANF 코난 (1994년)
- AN 쿵딱쿵! 이야기 주머니 (1997년)
- V 코미디 닷컴 (2000년 4월 30일 ~ 2001년 4월 22일)
- V 코미디 버라이어티 웃는 day (2005년 10월 26일 ~ 2006년 2월 2일)
- V 코미디쇼 웃으면 복이 와요 (2005년 3월 17일 ~ 2005년 10월 20일)
- V 코미디하우스 (2000년 11월 11일 ~ 2005년 3월 10일)
- DR 케 세라 세라 HD (2007년 3월 18일 ~ 2007년 5월 13일)
- DR 커피프린스 1호점 HD (2007년 7월 2일 ~ 2007년 8월 27일)
- DR 코끼리 HD (2008년 1월 21일 ~ 2008년 7월 18일)
- Q 퀴즈아카데미 (1987년)
- DR 크크섬의 비밀 HD (2008년 7월 21일 ~ 2008년 10월 3일)
- AN 키즈 CSI 과학수사대 HD (2012년 7월 9일 ~ 2014년 9월 15일)
- V 코미디에 빠지다 (2012년 10월 12일 ~ 2014년 4월 6일)
- V 코미디의 길 (2014년 5월 11일 ~ 2014년 9월 28일)

## ㅌ
- ANF 태양소년 에스테반 (1987년)
- I 특명! 학력파괴 (1997년 10월 26일 ~ 1997년 12월 21일)
- V 특종! 연예시티 (1997년 5월 25일 ~ 1997년 12월 21일)
- V 특종! 오늘의 토픽 (1997년 6월 17일 ~ 1999년 1월 23일)
- V 특종! TV연예 (1992년 4월 11일 ~ 1993년 10월 16일)
- ANF 톰과 제리 (1992년 ~ 1993년)
- ANF 털보아저씨와 꾸러기들 (1992년)
- DR 테마게임 (1995년 4월 22일 ~ 1999년 11월 22일)
- V 토크쇼, 임성훈과 함께 (1996년 1월 1일 ~ 2004년 9월 30일)
- I 타임머신 (2001년 11월 11일 ~ 2005년 10월 23일)
- V 톡톡톡! 오후 2시 (2005년 12월 5일 ~ 2007년 5월 16일)
- DR 태희 혜교 지현이 HD (2009년 3월 2일 ~ 2009년 9월 4일)
- DR 트리플 HD (2009년 6월 10일 ~ 2009년 7월 30일)
- DR 탐나는도다 HD (2009년 8월 8일 ~ 2009년 9월 27일)
- DR 태왕사신기 HD (2007년 9월 11일 ~ 2007년 12월 5일)
- AN 틴틴의 대모험

## ㅍ
- I 판결의 온도 (2018년 6월 22일 ~ )
- ANF 플로네의 모험 (1982년)
- AN 펭킹 라이킹 (1992년)
- ANF 피그마리오 (1994년)
- ANF 핑크 팬더 (1994년 4월 18일 ~ 1995년 4월 12일)
- AN 팬텀 2040 (1995년)
- DR 파스타 HD (2010년 1월 4일 ~ 2010년 3월 9일)
- DR 폭풍의 연인 HD (2010년 11월 17일 ~ 2011년 2월 25일)

## ㅎ
- DR 후회합니다 (1977년 11월 5일 ~ 1978년 4월 9일)
- AN 해돌이 대모험 (1983년)
- ANF 하이랜더
- DR 허준 (1999년 11월 29일 ~ 2000년 6월 27일)
- DR 홍국영 (2001년 3월 26일 ~ 2001년 8월 7일)
- DR 회전목마 HD (2003년 8월 23일 ~ 2004년 3월 14일)
- V 행복주식회사  (2003년 11월 15일 ~ 2008년 10월 2일)
- DR 환상의 커플 HD (2006년 10월 14일 ~ 2006년 12월 3일)
- DR 황태자의 첫사랑  (2004년 6월 23일 ~ 2004년 8월 26일)
- DR 하얀거탑 HD (2007년 1월 6일 ~ 2007년 3월 11일)
- DR 히트 HD (2007년 3월 19일 ~ 2007년 5월 22일)
- V 환상의 짝꿍 HD (2007년 4월 22일 ~ 2009년 11월 22일, 2009년 11월 29일 ~ 2010년 7월 18일)
- DR 환생: 넥스트 (2005년 5월 16일 ~ 2005년 6월 28일)
- DR 흔들리지마 HD (2008년 4월 14일 ~ 2008년 11월 28일)
- DR 하얀 거짓말 HD (2008년 12월 1일 ~ 2009년 7월 10일)
- DR 혼 HD (2009년 8월 5일 ~ 2009년 9월 3일)
- DR 히어로 HD (2009년 11월 18일 ~ 2010년 1월 14일)
- S 후 플러스 HD (2009년 11월 26일 ~ 2010년 10월 7일)
- DR 황금물고기 HD (2010년 5월 3일 ~ 2010년 11월 11일)
- DR 하이킥! 짧은 다리의 역습 HD (2011년 9월 19일 ~ 2012년 3월 29일)
- DR 해를 품은 달 HD (2012년 1월 4일 ~ 2012년 3월 15일)
- DR 행복을 주는 사람 HD (2016년 11월 21일 ~ 2017년 5월 12일)
- V 황금어장 HD (2006년 7월 7일 ~ )
- DO 휴먼다큐 사람이 좋다 (2012년 10월 20일 ~ )

## 숫자 또는 영문
- S MBC 월드뉴스 (1988년 5월 14일 ~ 1989년 12월 29일)
- V 10시! 임성훈입니다 (1996년 3월 4일 ~ 1998년 10월 23일)
- DR 12월의 열대야  (2004년 10월 27일 ~ 2004년 12월 23일)
- DR 24 시즌 1~2 HD (2005년 1월 8일 ~ 12월 31일)
- DR 2009 외인구단 HD (2009년 5월 2일 ~ 2009년 6월 21일)
- DO 6MM 세상탐험 (2002년 4월 3일 ~ 2005년 4월 17일)
- DR 7급 공무원 HD (2013년 1월 23일 ~ 2013년 3월 28일)
- DR 9회말 2아웃 HD (2007년 7월 14일 ~ 2007년 9월 9일)
- DR 90일, 사랑할 시간 HD (2006년 11월 15일 ~ 2007년 1월 4일)
- DR Dr.깽 HD (2006년 4월 5일 ~ 2006년 5월 25일)
- S MBC 1분뉴스 (1980년대)
- I MBC 100분 토론 HD (1999년 10월 21일 ~ )
- M MBC 강변가요제 (1979년 ~ 2001년)
- DO MBC 다큐스페셜 HD (1996년 10월 20일 ~ 1999년 5월 7일, 2013년 3월 13일 ~ 2016년 4월 4일)
- V M MBC 대학가요제 HD (1977년 ~ 2012년)
- V M MBC 창작동요제 HD (1983년 ~ 2010년)
- DO MBC 스페셜 HD (1996년 3월 10일 ~ 1996년 10월 13일, 1999년 5월 14일 ~ 2013년 3월 13일, 2016년 4월 11일 ~ 2020년 3월 12일)
- S MBC 뉴스데스크 HD (1970년 10월 5일 ~ )
- S MBC 뉴스쇼 (1981년 ~ 1984년)
- S MBC 스포츠뉴스 HD (1975년 4월 ~ 1999년 5월 9일, 2001년 2월 5일 ~ 2010년 10월 31일, 2010년 11월 1일 ~ 2010년 12월 24일, 1999년 5월 10일 ~ 2001년 2월 4일, 2001년 2월 10일 ~ 2010년 12월 24일)
- I MBC 일요기획 HD (2009년 11월 29일 ~ 2010년 6월 6일)
- DR MBC 일요 드라마 극장 HD (2010년 9월 22일 ~ 2010년 10월 17일)
- S I MBC 지구촌리포트 (2000년 12월 7일 ~ 2013년 3월 16일)
- S I MBC 월드리포트 HD (2013년 3월 23일 ~ )
- I MBC 파워매거진 HD (2010년 9월 3일 ~ )
- S PD수첩 HD (1990년 5월 1일 ~ 2012년 1월 17일, 2012년 12월 11일 ~ )
- I TV특종 놀라운 세상 HD (2000년 5월 20일 ~ 2014년 11월 11일)
- F CSI 라스베가스 시즌 1~11  (2001년 12월 29일 ~ 2012년 11월 4일)
- F CSI 마이애미 시즌 1~10  (2003년 11월 7일 ~ 2013년 4월 14일)
- F CSI 뉴욕 시즌 1~4  (2007년 9월 15일 ~ 2009년 11월 8일)

## 같이 보기
- 한국방송공사의 텔레비전 프로그램 목록
- 한국교육방송공사의 텔레비전 프로그램 목록
- SBS의 텔레비전 프로그램 목록
- OBS경인TV의 텔레비전 프로그램 목록
- KNN의 텔레비전 프로그램 목록
- tvN의 텔레비전 프로그램 목록
- OCN의 텔레비전 프로그램 목록
- JTBC의 텔레비전 프로그램 목록
- 매일방송의 텔레비전 프로그램 목록
- TV조선의 텔레비전 프로그램 목록
- 채널A의 텔레비전 프로그램 목록